# George Morfogen
George Morfogen, född 30 mars 1933 i New York, död 8 mars 2019 i New York, var en amerikansk skådespelare. Han gjorde bland annat rollen som Bob Rebadow i TV-serien Oz och rollen som Stanley Bernstein i V. Morfogen har medverkat i bland annat Remington Steele och Kojak.

## Filmografi[5]
- 1973 – Tjuven som kom på middag – Rivera
- 1975 – Daisy Miller – Eugenio
- 1980 – Times Square – Don Dowd
- 1981 – … och så levde dom lyckliga… – Leon Leondopolous
- 1984 – Hjärtats parasiter – Max
- 1986 – Smutsiga pengar – Sordino
- 1992 – Dödliga löften – Vic Scalisi
- 1993 – Twenty Bucks – Jack Holiday
- 1996 – En värsting på Wall Street – Plazas direktör